# 787
 هذه الصفحة لتحرير عن التاريخ، أو اذهب هنا إن كنت تبحث عن بوينغ 787

## مواليد
- أبو معشر البلخي فلكي ورياضياتي فارسي. (توفي 886م).[1]

## وفيات
- أبو عبد الله محمد الأمين
- أبو محمد موسى الهادي
- الأحيمر السعدي